# Digama albicans
Digama albicans är en fjärilsart som beskrevs av Emilio Berio 1941. Digama albicans ingår i släktet Digama och familjen björnspinnare. Inga underarter finns listade i Catalogue of Life.